# Rødder på Christiania
|  | Denne artikel er oprettet af botten PalnaBot ud fra en ekstern database. Den kan derfor have sproglige fejl eller mangler. Denne skabelon kan fjernes efter kontrol af indholdet. |

Rødder på Christiania er en dokumentarfilm instrueret af Irma Clausen efter manuskript af Irma Clausen.

## Handling
Filmen belyser en del af børns virkelighed på Christiania i ren dokumentarisk form. Den tager udgangspunkt i børnenes rolle i hverdagen, krav fra de voksne, fysiske og psykiske færdigheder, som det alternative miljø på Christiania byder dem. Naturen kræver børnenes selvstændige tænkemåde og opfordrer dem til kreativitet og selvstændighed i deres hverdag.